# Patricia López Arnaiz
Patricia López Arnaiz (Vitoria, 15 de abril de 1981) es una actriz española, ganadora de un Goya a la mejor interpretación femenina protagonista.
López Arnaiz es conocida por sus papeles de Teresa Blanco en la serie La otra mirada (2018-2019), Begoña Uribe en Intimidad (2022), por la que ganó un Premio Feroz a mejor interpretación femenina de reparto en televisión, y por su papel protagónico en la película Ane (2020). Por este papel fue galardonada con el Premio Goya a mejor interpretación femenina protagonista, el Premio Forqué a mejor actriz de cine y el Premio Feroz a mejor actriz protagonista.En 2023 coprotagonizó 20.000 especies de abejas, por la que obtuvo otra nominación al Goya y participó en la selección oficial de Festival de Berlín.

## Biografía
Después de cursar Publicidad y Relaciones Públicas en la Universidad del País Vasco, estudió interpretación en Escuela de Teatro Vitoria "Ortzai". Empezó a trabajar en el teatro y en 2008, participó en Maitasunaren Saltsa. Después hizo pequeños papeles en cine y teatro. En 2017 interpretó a Rosaura, una de las hermanas de la protagonista, en la película El guardián invisible, dirigida por Fernando González Molina y basada en la novela de Dolores Redondo. Posteriormente, participaría en las secuelas de la película, Legado en los huesos (2019) y Ofrenda a la tormenta (2020).
En 2018 participó en la serie La peste de Alberto Rodríguez, donde interpretó a Teresa de Pinelo, una viuda culta y acomodada que administra la fábrica de sedas que heredó de su esposo y a la vez es una pintora de talento que debe firmar sus cuadros con el nombre de su padre para poder venderlos. En abril del mismo año, se estrenó la serie de Televisión Española La otra mirada (2018), en la cual interpretó a Teresa Blanco, una mujer viajera que llega a Sevilla como profesora y que esconde un secreto. La serie, de carácter feminista, tuvo críticas positivas y fue renovada por una segunda temporada que se estrenó el año siguiente.
En 2020 protagonizó Ane, una película de David Pérez Sañudo en la que tuvo una destacada interpretación por la que logra varios premios: el premio Forqué, el premio Ojo Crítico de RNE el premio a la mejor actriz protagonista en los premios Feroz y el Premio Goya a la mejor interpretación femenina protagonista en 2021. Un año más tarde se anunció su papel protagónico en la película La hija de Manuel Martín Cuenca, junto a Javier Gutiérrez.
En enero de 2022 estrenó la serie Feria: la luz más oscura con el papel de la policía Sandra, siendo la primera serie original de Netflix España de terror. También se anunció su papel principal para la película La cima, dirigida por Ibón Cormenzana, estrenada en marzo del mismo año.
En 2023 participó en la película 20.000 especies de abejas, de Estibaliz Urresola Solaguren, por la cual recibió elogios de la crítica y obtuvo el premio a la mejor actriz de reparto en el Festival de Málaga.
En 2024 protagonizó Nina, de Andrea Jaurrieta, presentada en el Festival de Cine de Málaga como un «western contemporáneo» en torno a una venganza. Además, también encabezó el reparto de la cinta Los destellos, por la que fue nuevamente nominada como mejor actriz protagonista en los principales premios españoles, tal como los Premios Goya, los Premios Feroz, las Medallas del Círculo de Escritores Cinematográficos, los Premios Forqué y los premios de la Unión de Actores y Actrices.

## Filmografía

### Cine
| Año  | Título                    | Personaje        | Director                     |
| ---- | ------------------------- | ---------------- | ---------------------------- |
| 2010 | En 80 días                | Garazi           | Jon Garaño                   |
| 2013 | Las manos de mi madre     | Extra            | Mireia Gabilondo             |
| 2013 | La herida                 | Sandra           | Fernando Franco              |
| 2014 | Lasa eta Zabala           | Izaskun          | Pablo Malo                   |
| 2015 | Un otoño sin Berlín       | Presentadora     | Lara Izagirre                |
| 2017 | El guardián invisible     | Rosaura Salazar  | Fernando González Molina     |
| 2018 | El árbol de la sangre     | Amaia            | Julio Medem                  |
| 2018 | Alegría, tristeza         | Chica atasco     | Ibon Cormenzana              |
| 2019 | Mientras dure la guerra   | María de Unamuno | Alejandro Amenábar           |
| 2019 | Legado en los huesos      | Rosaura Salazar  | Fernando González Molina     |
| 2020 | Ane                       | Lide Sagasti     | David Pérez Sañudo           |
| 2020 | Ofrenda a la tormenta     | Rosaura Salazar  | Fernando González Molina     |
| 2020 | Uno para todos            | Ana              | David Ilundain               |
| 2020 | Campanadas a muerto       | Fiscal           | Imanol Rayo                  |
| 2021 | Mediterráneo              | Laura Lanuza     | Marcel Barrena               |
| 2021 | La hija                   | Adela            | Manuel Martín Cuenca         |
| 2022 | La cima                   | Ione             | Ibón Cormenzana              |
| 2023 | 20.000 especies de abejas | Ane              | Estibaliz Urresola Solaguren |
| 2024 | Nina                      | Nina             | Andrea Jaurrieta             |
| 2024 | Los destellos             | Isabel           | Pilar Palomero               |
| 2025 | Los domingos              | Maite            | Alauda Ruiz de Azúa          |

### Televisión
| Año       | Título                   | Personaje             | Notas                            |
| --------- | ------------------------ | --------------------- | -------------------------------- |
| 2010      | Qué vida más triste      | Extra                 | Episodio: «Amistades peligrosas» |
| 2018–2019 | La otra mirada           | Teresa Blanco Sánchez | Elenco principal; 21 episodios   |
| 2018–2019 | La peste                 | Teresa de Pinelo      | Elenco principal; 12 episodios   |
| 2020      | La línea invisible       | Clara                 | Rol recurrente (miniserie)       |
| 2022      | Feria: la luz más oscura | Sandra                | Elenco principal; 8 episodios    |
| 2022      | Intimidad                | Begoña Uribe          | Elenco principal (miniserie)     |
| 2022      | Apagón                   | Marta                 | Episodio: «Confrontación»        |
| 2024      | Galgos                   | Blanca Díaz Somarriba | Elenco principal; 6 episodios    |

### Cortometrajes
| Año  | Título              | Personaje | Director           |
| ---- | ------------------- | --------- | ------------------ |
| 2019 | Un coche cualquiera | Susana    | David Pérez Sañudo |
| 2022 | Son                 | Ana       | Marta Nieto        |
| 2023 | Agrio               | Mentxu    | David Pérez Sañudo |

## Premios y nominaciones
| Año  | Categoría            | Trabajo nominado | Resultado | Ref.   |
| ---- | -------------------- | ---------------- | --------- | ------ |
| 2021 | Mejor actriz de cine | Ane              | Nominada  | [ 20 ] |

| Año  | Categoría                 | Trabajo nominado          | Resultado | Ref.   |
| ---- | ------------------------- | ------------------------- | --------- | ------ |
| 2020 | Mejor actriz protagonista | Ane                       | Nominada  | [ 21 ] |
| 2020 | Mejor actriz secundaria   | Uno para todos            | Nominada  | [ 21 ] |
| 2023 | Mejor actriz protagonista | 20.000 especies de abejas | Nominada  | [ 22 ] |
| 2024 | Mejor actriz protagonista | Los destellos             | Nominada  | [ 23 ] |

| Año  | Categoría                            | Trabajo nominado          | Resultado | Ref.   |
| ---- | ------------------------------------ | ------------------------- | --------- | ------ |
| 2021 | Mejor actriz protagonista            | Ane                       | Ganadora  | [ 24 ] |
| 2023 | Mejor actriz de reparto en una serie | Intimidad                 | Ganadora  | [ 25 ] |
| 2024 | Mejor actriz de reparto              | 20.000 especies de abejas | Ganadora  | [ 25 ] |
| 2025 | Mejor actriz protagonista            | Los destellos             | Nominada  | [ 26 ] |

| Año  | Categoría                     | Trabajo nominado | Resultado | Ref.   |
| ---- | ----------------------------- | ---------------- | --------- | ------ |
| 2021 | Mejor interpretación femenina | Ane              | Ganadora  | [ 27 ] |
| 2024 | Mejor interpretación femenina | Los destellos    | Nominada  | [ 28 ] |

| Año  | Categoría                                  | Trabajo nominado          | Resultado | Ref.   |
| ---- | ------------------------------------------ | ------------------------- | --------- | ------ |
| 2021 | Mejor interpretación femenina protagonista | Ane                       | Ganadora  | [ 29 ] |
| 2024 | Mejor interpretación femenina protagonista | 20.000 especies de abejas | Nominada  | [ 30 ] |
| 2025 | Mejor interpretación femenina protagonista | Los destellos             | Nominada  | [ 31 ] |

| Año  | Categoría                     | Trabajo nominado | Resultado | Ref.   |
| ---- | ----------------------------- | ---------------- | --------- | ------ |
| 2018 | Mejor interpretación femenina | La otra mirada   | Nominada  | [ 32 ] |

| Año  | Categoría                            | Trabajo nominado | Resultado | Ref.   |
| ---- | ------------------------------------ | ---------------- | --------- | ------ |
| 2018 | Mejor intérprete femenina en ficción | La otra mirada   | Ganadora  | [ 33 ] |

| Año  | Categoría                         | Trabajo nominado | Resultado | Ref.   |
| ---- | --------------------------------- | ---------------- | --------- | ------ |
| 2021 | Mejor actriz en película española | Ane              | Ganadora  | [ 34 ] |

| Año  | Categoría                         | Trabajo nominado | Resultado | Ref.   |
| ---- | --------------------------------- | ---------------- | --------- | ------ |
| 2025 | Mejor actriz protagonista de cine | Los destellos    | Pendiente | [ 35 ] |

### Festivales
| Año  | Categoría                                              | Trabajo nominado | Resultado | Ref.   |
| ---- | ------------------------------------------------------ | ---------------- | --------- | ------ |
| 2024 | Concha de Plata a la mejor interpretación protagonista | Los destellos    | Ganadora  | [ 36 ] |

| Año  | Categoría               | Trabajo nominado          | Resultado | Ref.   |
| ---- | ----------------------- | ------------------------- | --------- | ------ |
| 2023 | Mejor actriz de reparto | 20.000 especies de abejas | Ganadora  | [ 37 ] |

| Año  | Categoría                  | Trabajo nominado          | Resultado | Ref.   |
| ---- | -------------------------- | ------------------------- | --------- | ------ |
| 2023 | Mejor actriz internacional | 20.000 especies de abejas | Ganadora  | [ 38 ] |